# زبجنيو زماشوسكي
زبجنيو زماشوسكي (بالبولندية: Zbigniew Zamachowski)‏ (و. 1961  م) هو ممثل مسرحي، وممثل أفلام، وملحن بولندي، بدأ مشواره المهني سنة 1981.

## التعليم
تعلم في المدرسة الوطنية للأفلام في وودج
.

## جوائز
حصل على جوائز منها:

Meritorious Activist of Culture ‏

## وصلات خارجية
- زبجنيو زماشوسكي على موقع IMDb (الإنجليزية)
- زبجنيو زماشوسكي على موقع قاعدة بيانات الأفلام العربية
- زبجنيو زماشوسكي على موقع ألو سيني (الفرنسية)
- زبجنيو زماشوسكي على موقع ميوزك برينز (الإنجليزية)
- زبجنيو زماشوسكي على موقع أول موفي (الإنجليزية)
- زبجنيو زماشوسكي على موقع قاعدة بيانات الأفلام السويدية (السويدية)
- زبجنيو زماشوسكي على موقع قاعدة بيانات الفيلم (الإنجليزية)
- زبجنيو زماشوسكي على موقع كينوبويسك (الروسية)